# Glossy Books
Glossy Books är en EP av det australiska punkrockbandet Bodyjar, utgiven 1997.

## Låtlista
1. "Glossy Books"
2. "Futile"
3. "Do Not Do"
4. "5000 G"

### Fotnoter
1. ↑  ”Glossy Books”. Discogs.com. http://www.discogs.com/Bodyjar-Glossy-Books/release/2011458. Läst 30 april 2012.